# 文天祥二女墓
文天祥二女墓，位于中国广东省河源市大湖镇宋烈村，为连平县的一个县级文物保护单位，类型为古墓葬，公布时间为1985年4月。
文天祥二女墓的历史年代为宋代。